# Van Buren County (Iowa)
Das Van Buren County ist ein County im US-amerikanischen Bundesstaat Iowa. Im Jahr 2020 hatte das County 720 3 Einwohner und eine Bevölkerungsdichte von 5,7 Einwohnern pro Quadratkilometer. Der Verwaltungssitz (County Seat) ist Keosauqua, benannt nach einem indianischen Ausdruck.

## Geografie
Das County liegt fast im äußersten Südosten von Iowa und wird vom Des Moines River durchflossen. Es grenzt im Süden an Missouri und hat eine Fläche von 1271 Quadratkilometern, wovon 15 Quadratkilometer Wasserfläche sind. Es grenzt an folgende Nachbarcountys:
| Wapello County             | Jefferson County | Henry County            |
| Davis County               |                  | Lee County              |
| Scotland County (Missouri) |                  | Clark County (Missouri) |

## Geschichte

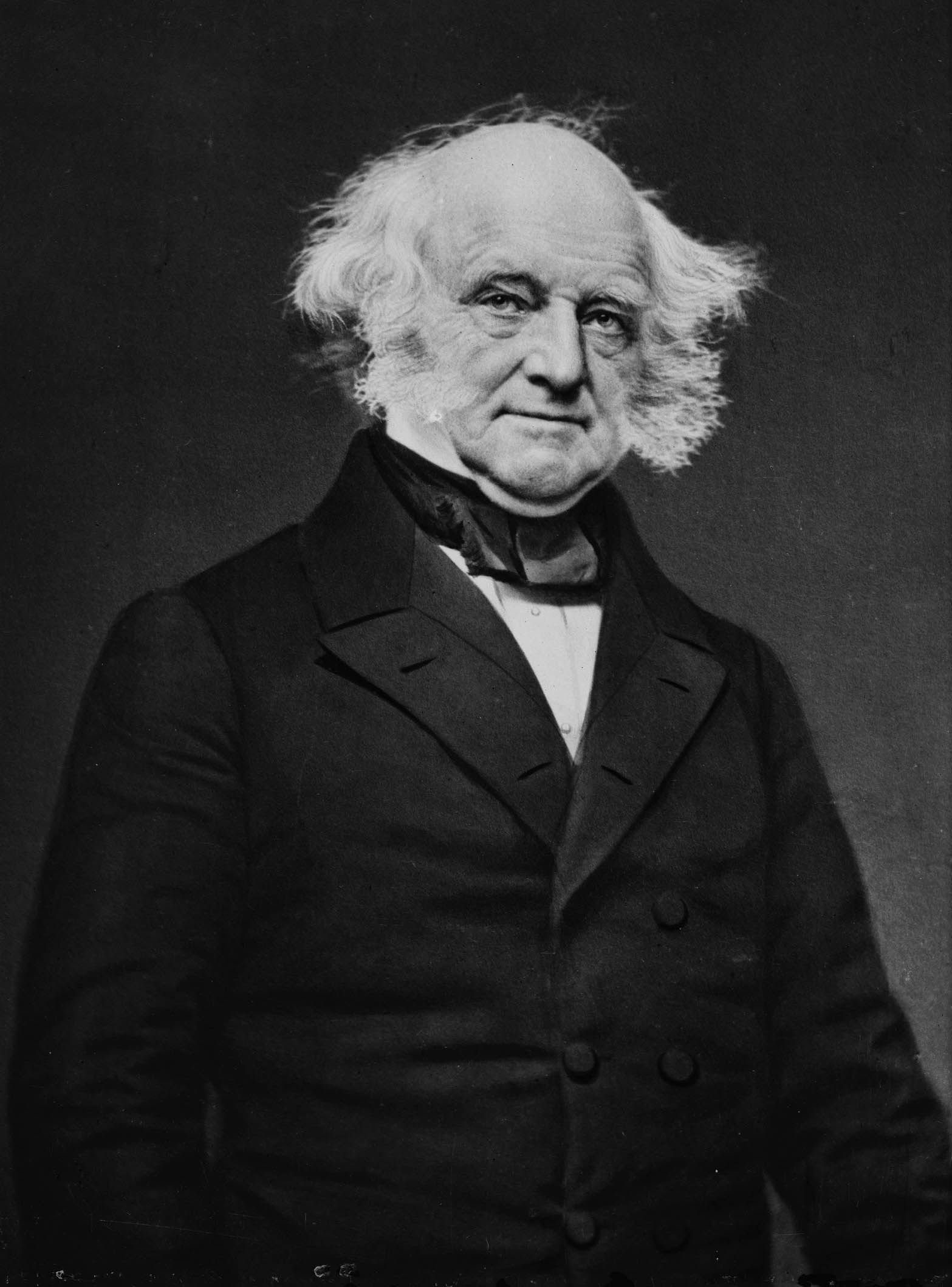
Van Buren

Das Van Buren County wurde am 7. Dezember 1836 aus ehemaligen Teilen des Des Moines County gebildet. Benannt wurde es nach Martin Van Buren (1782–1862), dem achten Präsidenten der USA (1837–1841).
1837 fand in Farmington die erste Versammlung der County Commissioners statt. Im Dezember desselben Jahres beschloss die gesetzgebende Versammlung des Wisconsin-Territoriums, den Sitz der Verwaltung nach Rochester zu verlegen. Durch ein Veto des Gouverneurs wurde dies verhindert. 1838 wurde durch eine Wahlentscheidung endgültig Keosauqua als County Seat festgelegt.

Das Gerichts- und Verwaltungsgebäude wurde 1843 fertiggestellt und ist damit das älteste in ganz Iowa und das zweitälteste landesweit.

## Bevölkerung
Nach der Volkszählung im Jahr 2010 lebten im Van Buren County 7.570 Menschen in 3.098 Haushalten. Die Bevölkerungsdichte betrug 6 Einwohner pro Quadratkilometer. In den 3.098 Haushalten lebten statistisch je 2,39 Personen.
Ethnisch betrachtet setzte sich die Bevölkerung zusammen aus 98,3 Prozent Weißen, 0,2 Prozent Afroamerikanern, 0,1 Prozent amerikanischen Ureinwohnern, 0,5 Prozent Asiaten sowie aus anderen ethnischen Gruppen; 0,7 Prozent stammten von zwei oder mehr Ethnien ab. Unabhängig von der ethnischen Zugehörigkeit waren 1,2 Prozent der Bevölkerung spanischer oder lateinamerikanischer Abstammung.
24,1 Prozent der Bevölkerung waren unter 18 Jahre alt, 56,1 Prozent waren zwischen 18 und 64 und 19,8 Prozent waren 65 Jahre oder älter. 49,7 Prozent der Bevölkerung war weiblich.

Das jährliche Durchschnittseinkommen eines Haushalts lag bei 40.073 USD. Das Prokopfeinkommen betrug 20.209 USD. 16,7 Prozent der Einwohner lebten unterhalb der Armutsgrenze.

## Ortschaften im Van Buren County
Citys
- Birmingham
- Bonaparte
- Cantril
- Farmington
- Keosauqua
- Milton
- Mount Sterling
- Stockport

Census-designated places (CDP)
- Douds
- Leando

Andere Unincorporated Communities
- Bentonsport
- Croton
- Kilbourn
- Mount Zion
- Pittsburg
- Selma
- Vernon
- White Elm

## Gliederung
Das Van Buren County ist in 14 Townships eingeteilt:
| Township            | Einwohner (2010) | FIPS     |
| ------------------- | ---------------- | -------- |
| Bonaparte Township  | 631              | 19-90294 |
| Cedar Township      | 362              | 19-90570 |
| Chequest Township   | 232              | 19-90651 |
| Des Moines Township | 247              | 19-90990 |
| Farmington Township | 898              | 19-91320 |
| Harrisburg Township | 343              | 19-91851 |
| Henry Township      | 164              | 19-91911 |

| Township            | Einwohner (2010) | FIPS     |
| ------------------- | ---------------- | -------- |
| Jackson Township    | 1059             | 19-92166 |
| Lick Creek Township | 469              | 19-92505 |
| Union Township      | 717              | 19-94275 |
| Van Buren Township  | 1455             | 19-94323 |
| Vernon Township     | 224              | 19-94341 |
| Village Township    | 609              | 19-94359 |
| Washington Township | 160              | 19-94572 |